# Ischnolea bicolorata
Ischnolea bicolorata är en skalbaggsart som beskrevs av Maria Helena M. Galileo och Martins 2007. Ischnolea bicolorata ingår i släktet Ischnolea och familjen långhorningar. Inga underarter finns listade i Catalogue of Life.